# Myszeidos pieśni X
Myszeidos pieśni X, Myszeida – poemat heroikomiczny Ignacego Krasickiego w dziesięciu księgach. Wydany w 1775 roku, pisany oktawą. Nawiązuje do legendy o królu Popielu pochodzącej z Kroniki polskiej Wincentego Kadłubka. Jest to utwór o wojnie kotów z wojskami szczurzo-mysimi pod dowództwem Gryzomira, z udziałem ludzi (Popiel i jego córka Duchna stoją po stronie kotów). Tak jak w Iliadzie i starożytnych poematach heroikomicznych (np. Batrachomyomachii), w poemacie występują przemówienia poszczególnych kotów i myszy przed pojedynkami, dokładne przeglądy wojsk, wojna polegająca na pojedynczych pojedynkach oraz uroczyste pogrzeby poległych. Styl poematu jest podniosły, uroczysty, jakby opowiadano o starożytnych herosach. Świat przedstawiony w postaci świata zwierząt ułatwia autorowi krytykę szlacheckiej obyczajowości, awanturnictwa, egoizmu i przekupstwa posłów. Wyśmiewa literacką manierę baroku i sentymentalizm. Celem pisarza było wykpienie tradycyjnej historiografii, która nie liczyła się z prawdą historyczną i chętnie posługiwała się baśnią, legendą czy zmyśleniem.
Ilustracje do Myszeidy stworzył Norblin.